# Arque (plaats)
Arque (Quechua: Arqi) is een plaats in het departement Cochabamba, Bolivia. De plaats is gelegen in de gelijknamige gemeente, in de gelijknamige provincie. Door de plaats loopt de weg die Oruro met Cochabamba verbindt. De plaats is gelegen in het dal van de Río Arque, een zijrivier van de Río Caine.

## Bevolking
| Jaar | Populatie |
| ---- | --------- |
| 1992 | 296       |
| 2001 | 487       |
| 2012 | 308       |